# Rebecca R. Richards-Kortum
Rebecca R. Richards-Kortum (* 14. April 1964 in Grand Island, Nebraska) ist eine US-amerikanische Medizintechnik-Ingenieurin an der Rice University in Houston, Texas.
Richards-Kortum erwarb 1985 an der University of Nebraska-Lincoln einen Bachelor in Physik und Mathematik, 1987 am Massachusetts Institute of Technology einen Master in Physik und 1990 ebendort bei Michael Stephen Feld (1940–2010) einen Ph.D. in Medizinphysik. Im selben Jahr erhielt sie eine Professur an der University of Texas, wo sie half, die Abteilung für biomedizinisches Ingenieurwesen aufzubauen. 2005 wechselte sie als Inhaberin des Lehrstuhls für Bioengineering an die Rice University. Hier gründete sie 2007 gemeinsam mit der Clinton Global Initiative (siehe Clinton Foundation) das Rice 360°: Institute for Global Health zur Entwicklung von Medizintechnik für die Bedingungen des Global South. Seit 2002 forscht sie zusätzlich für das Howard Hughes Medical Institute (HHMI).
Auf Richards-Kortum gehen eine Reihe wegweisender technischer Entwicklungen zurück. So entwickelte sie mehrere Point-of-Care-Testgeräte zur Messung des Hämoglobin (Testkosten unter 1 Cent), zur Erkennung von HIV, Kryptosporidien, Plasmodien (Malaria-Erreger) und Mykobakterien (Tuberkulose-Erreger), ein fiberoptisches Endoskop zur Erkennung von Gebärmutterhalskrebs und anderen Krebserkrankungen sowie Beatmungsgeräte für Frühgeborene. Es handelt sich jeweils um kostengünstige Medizingeräte  für den Einsatz außerhalb einer hochtechnisierten Umgebung.
An der Rice University gründete sie das Beyond-Traditional-Borders-Programm (BTB), in dem sich Undergraduate-Studenten mit Problemen des Global South auseinandersetzen. Aus dem BTB gingen unter anderem die Entwicklung eines LED-basierten Gerätes zur Behandlung der Neugeborenengelbsucht zu Herstellungskosten von unter 100 Dollar oder ein CPAP-Beatmungsgerät (Kosten: 160 Dollar) zur Behandlung des Acute Respiratory Distress Syndrome bei Frühgeborenen, mit dem sich die Sterblichkeit auf einer Frühgeborenenstation in Malawi annähernd halbieren ließ.
Richards-Kortum veröffentlichte mehr als 300 wissenschaftliche Publikationen und hat laut Google Scholar (Stand März 2019) einen h-Index von 94. Sie hält mehr als 40 Patente.
2008 wurde Richards-Kortum als Fellow in die American Association for the Advancement of Science und als Mitglied in die National Academy of Engineering, 2015 als Mitglied in die American Academy of Arts and Sciences und in die National Academy of Sciences gewählt, 2017 in die American Philosophical Society. 2019 wurde sie in die National Inventors Hall of Fame aufgenommen. 2013 erhielt sie gemeinsam mit Maria Oden den Global Innovation Award des Lemelson-MIT-Preis, 2016 eine MacArthur Fellowship.
Richards-Kortum ist mit dem Psychologen Philip Kortum verheiratet und hat sechs Kinder.